# Levenn
Levenn war eine französische Automarke.

## Unternehmensgeschichte
Das Unternehmen Ernst & Cie aus Paris begann 1900 mit der Produktion von Automobilen, die als Levenn vermarktet wurden. Im gleichen Jahr endete die Produktion bereits wieder.

## Fahrzeuge
Im Angebot stand nur ein Modell. Für den Antrieb sorgte ein luftgekühlter V2-Motor. Besonderheit war das Friktionsgetriebe. Die offene Karosserie bot Platz für zwei Personen.